# Lago Tumba
Il lago Tumba (or Ntomba) è un lago poco profondo situato nella zona nordorientale della Repubblica Democratica del Congo, nella provincia dell'Equatore.